# Sybra pseudolineata
Sybra pseudolineata es una especie de escarabajo del género Sybra, familia Cerambycidae. Fue descrita científicamente por Breuning en 1942.
Habita en Indonesia. Esta especie mide 10 mm.